# Sebastian Schmidt
Pour les articles homonymes, voir Sebastian Schmidt et Schmidt.
Sebastian Schmidt, né le 8 août 1993 à Oldenbourg en Holstein, est un homme politique allemand. 

## Biographie
Sebastian Schmidt naît le 8 août 1993 à Oldenbourg en Holstein. 
Il a une formation d'employé de banque et de gestionnaire d'entreprise diplômé d'État.
Membre de la CDU/CSU, il est élu au Bundestag en 2025.